# Amrum
Amrum (på ældre dansk også Amrom, nordfrisisk Oomram) er den mindste af de nordfrisiske øer i den nordtyske delstat Slesvig-Holsten. Den halvmåneformede ø er cirka 11 kilometer lang fra nord til syd og har et areal på 20 km². Øen har cirka 2300 indbyggere og består af kommunerne Nordtorp, Nebel og Vitdyn (Hvidklit). Oprindelsen af navnet Amrum er omdiskuteret. Til de mere sandsynlige forklaringer hører folkestammen ambronerne, personnavnet Ambri og et gammelt indoeuropæisk ord, som henviser til vand.
Øen hører under Nordfrisland i det vestlige Sydslesvig. Naboøer er Sild i nord og Før i øst. Ved lavvande kan man vandre mellem Amrum og Før (det bør kun gøres i selskab med stedkendte). Syd for øen ligger de slesvigske halliger.
Hovederhvervet er turismen. Amrum har ca. 12.000 gæstesenge. Hvert år overnatter der ca. 135.000 gæster og øen besøges af ca. 80.000 endagsturister. På de frugtbare områder drives der også landbrug.
Øen er forbundet med fastlandet og naboøerne gennem to færgeruter (bilfærge) med Vyk på Før, Dagebøl, Slutsil, halligerne Langenæs og Hoge. Øens færgehavn er Vitdyn (Wittdün). De fleste turister rejser over Dagebøl (Dagebüll). Sejltiden med Wyker Dampfschiffs-Reedereis færgen direkte fra Amrum til Dagebøl er 90 minutter, med forbindelse via naboøen Før (Föhr) ca. 120 minutter.
Ved siden af færgehavnen ved Vitdyn er der en havn for redningskrydseren "Vormann Leiss" og skibet "Amrumbank", der udlægger søtegn. Havnen benyttes endvidere af lystbåde. På molen ved Stenodde landes der fyringsolie og lignende.
En busrute forbinder Nordtorp (Norddorf), Nebel, Sydtorp (Süddorf) og Vitdyn (Wittdün) en gang hver time (om sommeren hver halve time).

## Geologi og Geografi
Øen Amrum hører sammen med øerne Sild og Før til de nordfrisiske gestøer, der opstod af aflejringer under Saale-istiden for ca. 128 000 år siden. Først efter begyndelsen af vores tidsregning, da havoverfladen begyndte at stige igen, bidrog en stormflod til udviklingen af øerne og landskabet. I den nordlige del af øen blev masser af sand aflejret, som i dag danner nordspidsen af Amrum, kaldt "odde". I den sydlige del af øen opstod sydspidsen, Vitdyn på samme måde.
Amrum er med cirka 200 hektar skov den eneste nordfrisiske ø med større skovområder. På vestkysten ligger den 15 km lange og op til 1,5 km brede sandbanke Knipsand (tysk Kniepsand). Øens klitlandskab med op til 30 m høje klitter strækker sig fra syd mod nord og ender i den såkaldte Amrum Odde. Den med 32 meter højeste klit på øen er klitten a Siatler i den nordlige del.
Nord for Nordtorp (Norddorf) ligger Nordtorp Marsk. Mellem Stenodde og Vitdyn befinder der sig et andet lidt mindre marskområde. Begge områder er beskyttet mod oversvømmelser af diger.
Vest for dette område er der langs med hele øens længde et 1 km bredt og et 12 km langt klitområde. Det ca. 700 hektar store område består overvejende af hvid- og gråklitter. Flere tidligere vandreklitter er nu beplantet. På grund af fredning er Amrums klitter det eneste område på Tysklands vestkyst, hvor måger og ænder yngler.
Cirka 3,2 km kilometer vest for Amrum ligger den 13 hektar store sandbanke Jungnamensand. Den 400 meter lange og 400 meter brede cirkelformede sandbanke har karakter af et højsand, da den som regel ikke er oversvømmet ved højvande. Sandbanken har en stor betydning som hvile- og yngleplads for gråsæler. Efter stormfloderne i januar og december bliver en del af de unge gråsæler drevet ind til Knipsand hvor de forsørges af moderdyrene. Sandbanken er også et vigtigt opholdssted for talrige fuglearter.
Den berømte gråsæl Willi, som opholder sig regelmæssigt i havnebassinet i Hørnum på sydspidsen af øen Sild, har sit faste opholdssted på Jungnamensand. Først da Willi fødte en unge, blev kønnet åbenbart.

## Byer på Amrum
Landsbyerne ligger på østsiden af øen. Her findes også en smal stribe marskland. Hovedbyen Vitdyn (tysk Wittdün), hvor også færgelejet befinder sig, ligger på Amrums sydspids.
- Nebel (nordfrisisk: Neebel) opstod i 1500-tallet og har bevaret sin oprindelige karakter med mange stråtækte friserhuse. Navnet Nebel, Ny Boel, fortæller at byen er yngre end Nordtorp og Sydtorp. Nebel blev grundlagt omkring år 1600. Landsbyens vestlige del kaldes for Vesterhede (nordfrisisk Waasterhias). Landsbyens sømænd, landmænd og håndværkere begyndte først efter 2. verdenskrig at udvikle turismen. Som kirke- skole og administrationsby er Nebel øens hovedby.
- Nordtorp (tysk: Norddorf, nordfrisisk: Noorsaarep) er den ældste af øens byer. Området nord og vest af byen er præget af store klitter og plantager. Lidt syd for byen ligger med Meeram Fuglekøje øens eneste bevarede fuglekøje. Kurturismen begyndte 1890 med en kurindretning for evangeliske præster og et hotel. Senere blev Nordtorp gennem landsbyboernes privat initiativ til nutidens kursted med 3000 gæstesenge. Hovederhvervet er turismen, men mange af de gamle huse er bevaret.
- Sydtorp (tysk: Süddorf, nordfrisisk: Sössaarep) er øens ældste landsby og er i nutiden en del af Nebel. Sydtorp blev første gang nævnt på skrift år 1464, men er sandsynligvis ældre. Fra Sydtorp stammer talrige kaptajner og kommandører.
- Stenodde (nordfrisisk Stianood) ligger direkte ved vadehavet og er i nutiden en del af Nebel. Helt fra gammel tid var den vindbeskyttede bugt ved Stenodde en havne og ankerplads. Den nuværende landsby med de gamle friserhuse blev grundlagt år 1721. Mange forhistoriske gravsteder vidner om beboelse mellem istiden og vikingetiden.
- Vitdyn (Hvidklit, tysk: Wittdün, nordfrisisk: Witjdün) på øens sydspids er mest præget af turismen. Omkring 1900 opstod der på den ubeboede sydspids badestedet Wittdün. Grunlæggeren var kaptajn Volkert Quedens, der med en landingsbro og et hotel, startede udviklingen af turismen. Som forretnings- og Havneby er Vitdyn samtidig øens færgehavn.

## Historie
Forhistoriske gravhøje som Esenhugh ved landsbyen Stenodde vidner om, at øen har været beboet siden yngre stenalder. Nogle forskere mener at genfinde navnet Amrum i den germanske folkestamme ambronerne, som sammen med kimbrerne og teutonerne i det 2. århundrede før vor tidsregning rystede Rom. Ambronerne hævdede selv at være blevet drevet væk fra deres hjemstavn af voldsomme oversvømmelser.
Bo- og ildsteder fra vikingetiden er flere steder på øen blevet frilagt. Der er blandt andet mellem Nebel og Stenodde fundet en 1800 meter lang jordvold, Krümwaal (amrumfrisisk for "Krumvold"). Voldens formål er ukendt. Måske blev volden anvendt som forsvarsvold.
De nuværende øboere er nordfrisere, som bosatte sig omkring år 800 på øen. Ved siden af friserne boede også skandinaver på øen. Således udviste de nu tilsandede stenkredse i Skalnasdalen ved de forhenværende landsbyer Kulpum og Mærum påfaldende overensstemmelser med dem på Lindholm Høje. Selvom jyderne senere blev etnisk assimileret af friserne, efterlod de mange spor i nordfrisernes sted- og personnavne samt i ordforråd . Øen blev første gang nævnt på skrift 1231 i Kong Valdemars Jordebog.
Foruden saltsydning har beboerne traditionelt levet af søfart. I 1600- og 1700-tallet var handelsskibsfart og hvalfangst øens dominerende erhverv. Også bjærgeløn for hævning af sunkne skibe udgjorde en ikke ubetydelig del af indkomsten. Først efter bygning af fyrtårne og indførelsen af moderne navigationsteknik faldt antallet af strandingerne på Amrums vestkyst. I slutningen af det 19. århundrede ændrede turismen erhvervsstrukturen.
I 1735 strandede et skib ud for Amrum, som var ladet med flere te-kister. Mange af kisterne skyllede op på stranden og blev hentet af amringer, som dog ikke vidste meget om te-planterne, som de i første omgang anså som en slags grønkål. Senere lærte en hjemkomne sømand øboerne, hvordan de kunne tilberede teen. Dermed kom te-traditionen til de dengang danske nordfrisiske øer. Den nordfrisiske te serveres typisk med kandis og med søde fløde eller mælk. Varianten med rom eller (kommen-)akvavit kaldes for te-punch eller te-gløg.
I middelalderen var Amrum en af de såkaldte Udlande, der efterhånden blev en del af det danske kongedømme, henholdsvis under Hertugdømmet Slesvig. Kong Valdemars Jordebog beretter om to Før herreder (Føør voestæ mit Ambrum und Føør østær), hvorved Amrum og Vesterland-Før tilhørte vesterherredet (se også: Før Vesterherred).
Amrum hørte (sammen med Vesterland-Før) i perioden 1407-1536 under Ribe bispestol og indtil 1864 under Ribe Stift og var dermed en kongerigsk enklave under Kongeriget Danmark og tilhørte ikke som naboområderne Hertugdømmet Slesvig. Under Treårskrigen 1848 nægtede ø-præsten Mechlenburg med støtte fra landsbybeboerne at udlevere tre kanoner til tyske oprørere, der var kommet til øen. Oprøret på Amrum lykkedes derfor ikke. Men efter 2. Slesvigske Krig 1864 blev Amrum som hele Slesvig regeret i fællesskab af Østrig og Preussen. Senere kom Amrum under Preussen og blev 1867 en del af den preussiske provins Slesvig-Holsten. Først var øen en selvstændig kommune i Kreis Südtondern. 1912 dannedes på den sydlige del af øen Vitdyn Kommune og 1925 i den nordlige del Nordtorp Kommune. 1926 dannedes Nebel Kommune.
I det 19. århundrede udvandrede mere end en fjerdedel af øens befolkning, for den overvejende del til USA. Især efter den dansk-tyske krig 1864 udvandrede mange unge amringer for at undgå den preussiske militærpligt. Ved folkeafstemningen om Slesvigs genforening med Danmark i 1920, stemte 483 (85,64 %) af Amrums indbyggere tysk og 81 (14,36 %) dansk, hvormed øen forblev tysk med et dansk mindretal.
Den 25. oktober 1998 udbrød der brand i det italienske fragtskib MS Pallas ladning af træ vest for Esbjerg. Om morgenen den 29. oktober løb det brændende skib på grund ud for Amrum, og forårsagede dermed for en svær olieforurening.
- Jordvolden "Krümwaal"
- Sømandsgrav med talende gravsten på kirkegården i Nebel
- Postkort med amrumfrisiske folkedragter fra omkring 1900
- Granitsten i Nebel med en strofe af øens hymne Min öömrang lun

## Sprog og kultur
De fleste på Amrum taler i nutiden højtysk. Øens nordfrisiske dialekt Öömrang tales endnu af ca. 800 af øens indbyggere. Meget kendt er øens regionale hymne Min öömrang lun, som er skrevet på amrumfrisisk. De nordfrisiske dialekter er forskellige. Öömrang ligner Fering eller Føring, som er den nordfrisiske dialekt på Før, men selv for dem der taler den samme dialektgren tilhørende Sild-dialekt er Öömrang svær at forstå. Mange Amringer behersker også plattysk. Dansk tales kun af et lille mindretal.
Amrum er også kendt for sine nordfrisiske folkedragter. Øens kvindedragt består af en mørk kjole med forklæder, en mørk kyse og kostbart sølvbrystsmykke. Dragten bruges den dag i dag ved festlige lejligheder, for eksempel ved konfirmationen.
Årlige traditioner er blandt andet biikebrænding (Biakin på amrurmfrisisk) i februar, æggekast (Eike Poleike) ved påske, og Ütj tu hulkin (≈Ud til hulke) nytårsaften. Ved Hulkin går grupper af overvejende udklædte unge (de såkaldte hulker) fra hus til hus, værterne skal forsøge at gætte deres identitet og gæsterne belønnes alt efter alder med slik og alkoholiske drikke. Som afsked hilses der med Seegent nei juar! (Velsignet nytår).
Hualewjonken (dansk: „halvmørke“) er en sammenkomst af mest mænd når mørkningen nærmer sig, hvor deltagerne underholder hinanden i halvmørket. Skikken stammer fra søfarten, der i de tidligere århundreder var øens hovederhverv. Om vinteren, når skibene ikke kunne sejle, mødtes særlig de ugifte søfolk om eftermiddagen for at lære nyt i fællesskab.

## Natur
Amrums flora er bestemt gennem beliggenheden ved havet og øens forskellige, mest næringsfattige landskaber. På dele af Knipsand og i det brede klitbælte vokser græsarter som Hjælme, Strand-Malurt og talrige andre sandelskende planter som Blåmunke, som om sommeren blomstrer i beskyttede klitområder, ligesom småvoksende fyrretræer og Krybende Pil.
Øst for Knipsand ligger der hedeområder, blandet med nåle- eller blandingsskov. I august blomstrer Hedelyng. I nogle af klitdalene er der mindre sumpområder, hvor man blandt andet finder Rundbladet Soldug.
Amrum skov blev fra 1948 anlagt i hedeområderne og har i nutiden et areal på 180 hektar. Man finder her Fyr, Gran og Birk. I skoven vokser der efterhånden mange forskellige plante- og svampearter. På Gestarealerne øst for skoven er der overvejende landbrugsarealer. På de udyrkede græsarealer vokser talrige plantearter som Liden Klokke, Engelskgræs, Karteuser-Nellike og forskellige Høgeurter.
I de mindre marskområder finder man blandt andet planter fra Halvgræs-familien og Trævlekrone. Her er jorden mest frugtbar.
På saltengene ved øens østside finder man lignende arter som på Knipsand. Hindebæger og Strand-Asters blomstrer der i et stort antal. Også pionerarten Salturt er talrig.
Amrums fauna bliver ligesom floraen bestemt af øens beliggenhed i Nordsøen. På øen lever der kun vildtlevende mindre pattedyr som harer, mus, pindsvin og flagermus. I det 12. århundrede blev der på Amrum indført vildkaniner som jagtvildt. De lever i dag stadig på øen. Omkring år 2000 blev der udsat en drægtig hunræv. Den og dens efterkommere udrettede store skader på de andre dyrearter, men bukkede senere under. I havet og på Amrums foranliggende sandbanker, altså i Nationalparkens område, lever spættede sæler, gråsæler og marsvin.
Amrum er et vigtigt yngleområde for havfugle. Således er det hovedrugningsområde for edderfugl, men også strandskade, gravand, havterne, måger som sølvmåge, stormmåge, sildemåge og andre arter ruger ved stranden, i klitterne eller ved vadehavet. Dertil kommer der også i fugletræksperioderne store flokke af fugle som islandsk ryle, knortegås og sandløber, der ved kysten finder deres føde. På Amrum, særlig på dens østlige del, er der talrige sangfuglearter. Fasanen blev ligeledes indført som jagtvildt og træffes ofte.

## Turisme
I 1890 byggedes det første hotel i Vitdyn. På samme tid oprettede pietisterne (som værn mod et kommercielt badeliv) et kristent sanatorium i Nordtorp. I dag lever hele øen af turismen. I 2008 blev der registreret 1,3 mio. overnatninger .
Den bilfrie 10 km² store strand Knipsand (egentlig en sandbanke) besøges af mange i sommermånederne. Der er mulighed for vandreture gennem klitlandskaber, vandreklitter, skove og heder.
Amrums fem byer er forbundet med cykelstier, og øen er med sine få biler velegnet til cykelferie. Om sommeren arrangeres der vandreture fra nordspidsen til naboøen Før. Der afholdes også mange guidede naturture i klitområderne.
På kirkegården ved Sankt Clemens Kirken i Nebel findes omtrent 90 talende gravsten, hvor hele levnedsløb for især søfarende amringer bliver gengivet i billede og tekst. Her findes også gravstenen for amringeren Hark Olufs, som i 1700-tallet blev kidnappet af muslimske sørøvere. Stenen er prydet med en krone, sværd, bue og kogger, fordi Hark Olufs i fangenskabet blev en stor mand.
I et gammelt kaptajnshus i Nebel er der indrettet et lokalhistorisk museum (Öömrang Hüs). Desuden bliver der vist lokalhistoriske og naturhistoriske udstillinger i den gamle svømmehal ved stranden i Norddorf (Marimus).
Amrum Fyr i nærheden af Witdyn er med sine 64 m det højeste på Tysklands vestkyst. Fyrtårnet startede driften i 1875 og er stadig i brug. Om sommeren er fyrtårnet åbent for gæster.
Der er også bevaret to traditionelle vindmøller. Den hollandske vindmølle fra 1771 i Nebel har siden 1964 huset Amrums hjemstavnsmuseum.
Om sommeren er der en regelmæssig passagerfærgerute fra Vitdyn på Amrum til Hørnum (Hörnum) på Sild (Sylt), hallig Hoge og Strucklahnungshörn på Nordstrand. Fra Amrum sejles der også om sommeren udflugtsture.
- Amrum og de andre vadehavsøer ved vestkysten
- Knipsand
- Klitterne
- Skovvej
- Amrum Fyrtårn